# Grote (niedersächsisches Adelsgeschlecht)

Wappen der Groten

Grote ist der Name eines niedersächsischen Uradelsgeschlechts aus dem Fürstentum Lüneburg, das in freiherrlicher und gräflicher Linie bis heute besteht.
Die niedersächsischen Grote stehen in keinem verwandtschaftlichen Zusammenhang zu dem baltischen Briefadelsgeschlecht von Grote, den westfälischen Grote oder dem kurkölnischen Adelsgeschlecht von Groote.

## Geschichte

### Herkunft und Name

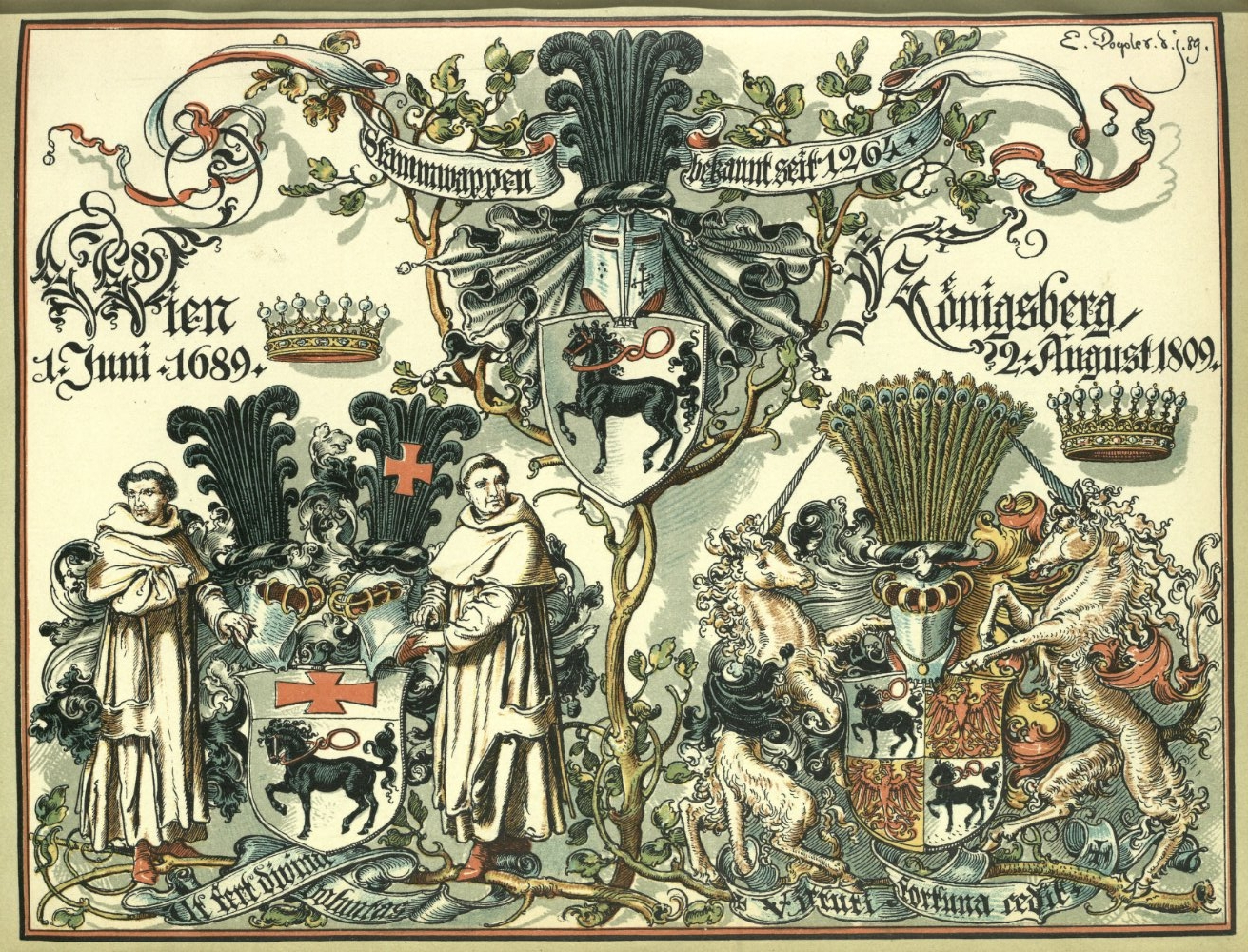
1889 von Emil Doepler d. J. datiertes „Wappenblatt“ als Frontispiz für Emmo Grote's Geschichte des Gräflich und Freiherrlich Grote'schen Geschlechts von 1891

Erstmals urkundlich erwähnt wird die Familie im Jahre 1162 mit dem Vogt von Lüneburg Heinricus advocatus de Luneburg, der sich noch nach seiner Wirkungsstätte und seinem Dienst im landesherrlichen Amt benannte. Mit ihm beginnt die ununterbrochene Stammreihe und noch bis 1172 erscheint er im Gefolge von Heinrich dem Löwen.
Sein Sohn, der Drost Otto, der 1203 bis 1224 urkundlich erscheint, ist ab 1204 dapifer (Truchsess) und wird 1206 als Erster mit dem lateinischen Eigenschaftsnamen Otto dictus Magnus (Otto, genannt der Große bzw. niederdeutsch de Grote) erwähnt. Bereits sein ältester Sohn Otto II. und dessen Nachkommen übernahmen den Beinamen, während andere Linien noch lange Zeit den alten Namen von Lüneburg, in einer Seitenlinie sogar den neuen Namen von Schwerin trugen (letztere, begründet von Werner von Schwerin, einem Sohn von Otto I. de Grote, starb bereits 1372 wieder aus).
Wie alle uradeligen Familien, die sich nicht nach einer Stammburg, sondern nach einer Eigenschaft benannt hatten, schrieben sich die Groten ohne das adelige Prädikat von; das Prädikat zu wurde nur manchmal in Verbindung mit einem Besitznamen angehängt (Grote zu Schauen). Während jedoch die meisten dieser Familien im 17./18. Jahrhundert dazu übergingen, sich der Unterscheidung vom aufstrebenden Bürgertum halber gleichwohl ein von zuzulegen, ist dies bei den Groten bis heute nicht der Fall, der Name lautet also Freiherr Grote oder Graf Grote.

### Besitzungen und Linien

#### Besitzungen
Die Groten gehörten zu den Ministerialen der welfischen Fürsten. Im Lüneburgischen besaßen sie bis zu dessen Zerstörung im Jahre 1371 den Burgsitz Grimm mit den dazugehörigen Pfannenrechten an der Lüneburger Saline. Auch im Osten und Süden von Lüneburg und in der Harburger Gegend war die Familie schon früh reich begütert, nahe dem Harburger Schloss besaßen sie bis ins 20. Jahrhundert einen Burgmannshof mit Gutsland (teilweise 1538 an den Herzog verkauft), dazu gehörten u. a. mehrere Elbinseln.
Im 16. und 17. Jahrhundert erwarb die Familie Besitzungen im östlichen Teil des Lüneburger Fürstentums, als erstes 1517 im Wendland (heute Landkreis Lüchow-Dannenberg) das Rittergut Breese im Bruche, später auch das nahegelegene Wustrow.
Thomas Grote (1594–1657), Großvogt von Celle, erwarb bei Gifhorn die Rittergüter Martinsbüttel und Wedesbüttel (1655) – beide heute zur Gemeinde Meine gehörend – und erhielt vom Landesfürsten eine Exspektanz auf weitere freiwerdende Lehen in der Region. Aufgrund letzterer erwarben seine Erben 1667 – nach dem Aussterben derer von Bodendieck – deren Besitzungen Rittergut Wrestedt I und Gut Göddenstedt bei Uelzen sowie 1678 das ebenfalls vormals Bodendieck’sche Gut Schnega im Wendland.

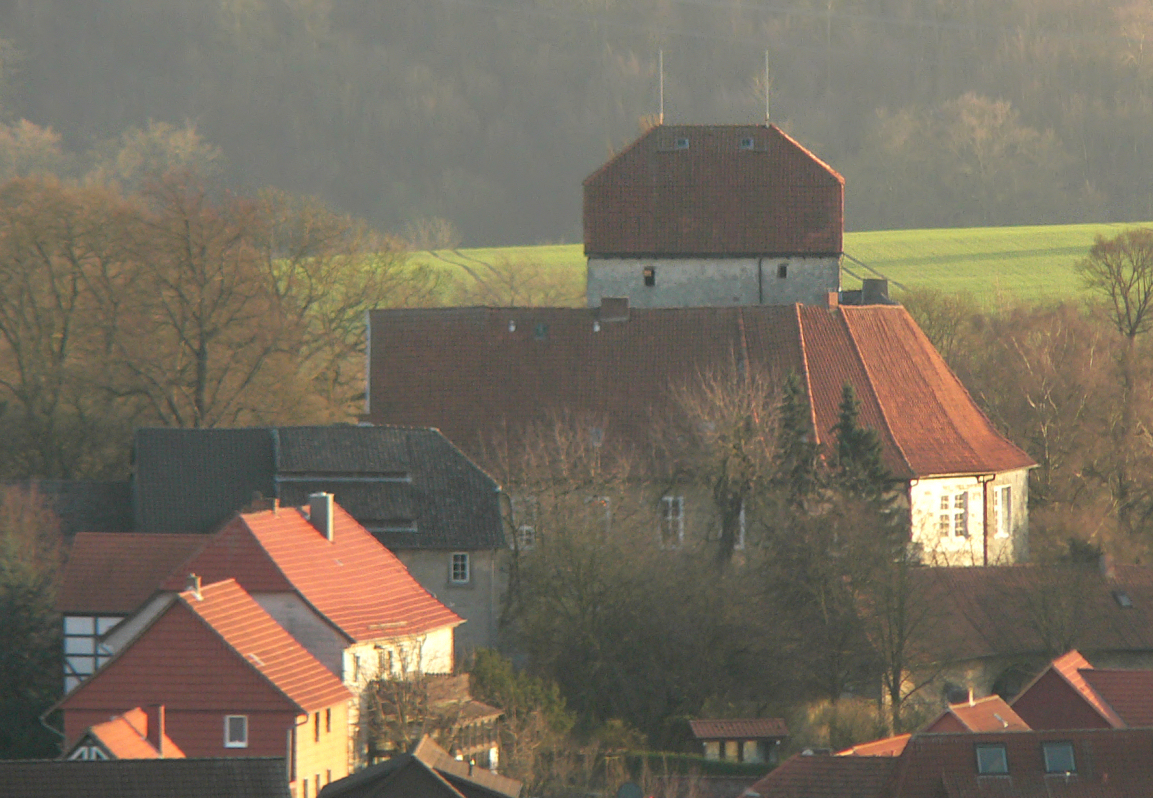
Schloss Jühnde

1664 erwarb der Minister Otto Grote zu Schauen das Schloss und Gut Jühnde bei Göttingen im damaligen Fürstentum Calenberg-Göttingen. 1689 erwarb er auch die reichsunmittelbare Herrschaft Schauen im Nordharz, wobei formell die Gesamtfamilie mit dem Reichslehen belehnt wurde (siehe unten: Standeserhebungen). Er wurde 1689 zu Wien unter dem Namen Grote, Freiherr zu Schauen von Kaiser Leopold in den Freiherrenstand erhoben. Er war de facto Erster Minister des Kurfürsten Ernst August und 1692 entscheidend am Erwerb der 9. Kurwürde für das Haus Hannover beteiligt. Die freie Reichsherrschaft Schauen fiel 1807 durch Mediatisierung an das Königreich Westphalen und 1815 an den Regierungsbezirk Magdeburg der preußischen Provinz Sachsen. Aus dem Haus Schauen stammt auch der Autor Otto (XXII.) von Grote (1843–1901), welcher sich als Herausgeber um die Gesamtübersicht der deutschen Klöstern und Ordenshäuser verdient machte. Das Gut Schauen blieb bis zur Enteignung durch die Bodenreform in der Sowjetischen Besatzungszone 1945 im Besitz der Freiherren Grote. Der letzte Besitzer, Thomas Freiherr Grote zu Schauen (1877–1955), starb unverheiratet.
Schloss Jühnde blieb bis heute im Besitz der Freiherren Grote. Ein Unterzweig des Astes Jühnde erwarb 1912 das Gut Klein Totshorn, Kreis Harburg, das bereits von 1330 bis 1810 im Besitz der Familie gewesen war.

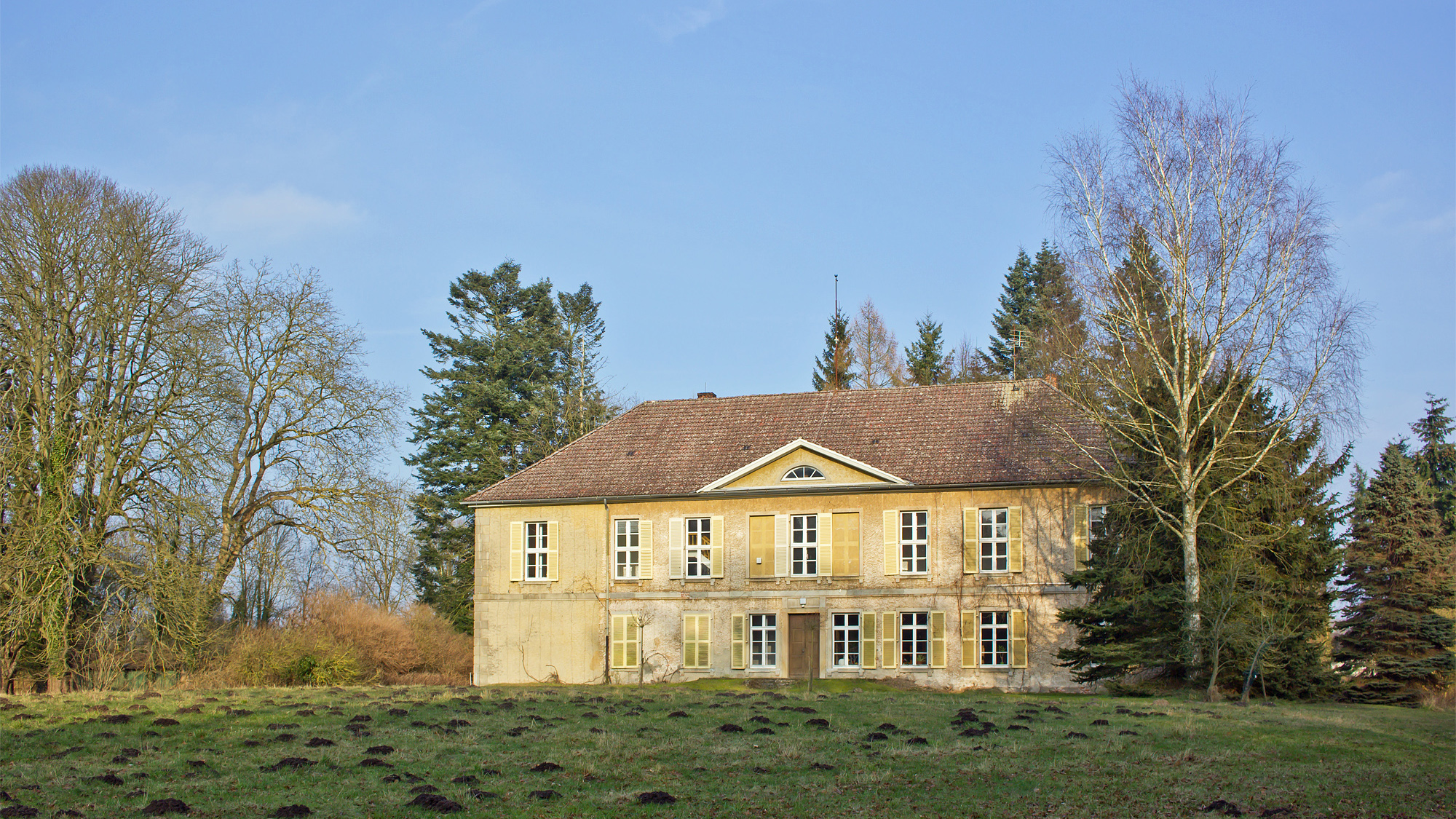
Gutshaus Breese

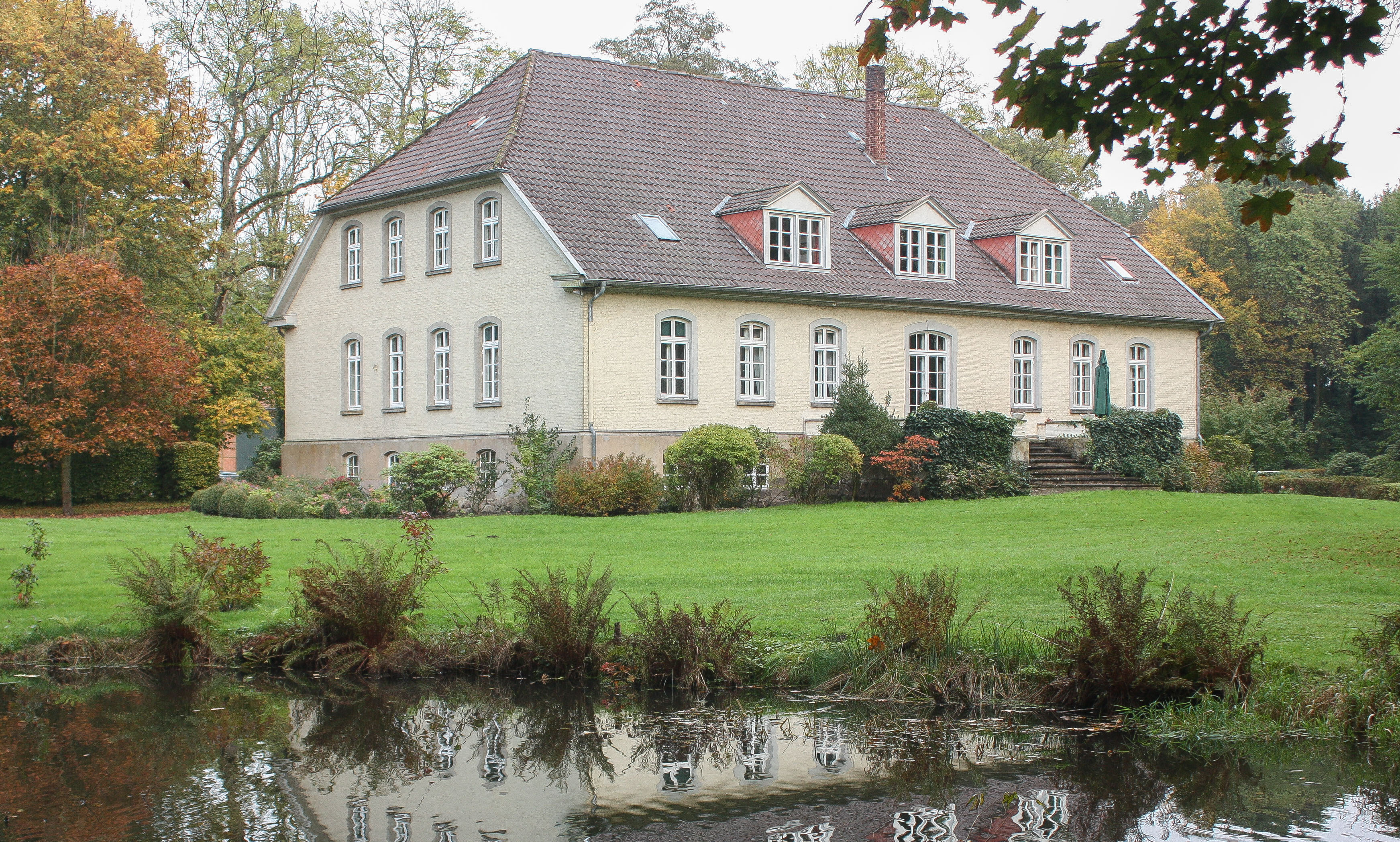
Das heutige Herrenhaus von Gut Wrestedt I der Grafen Grote

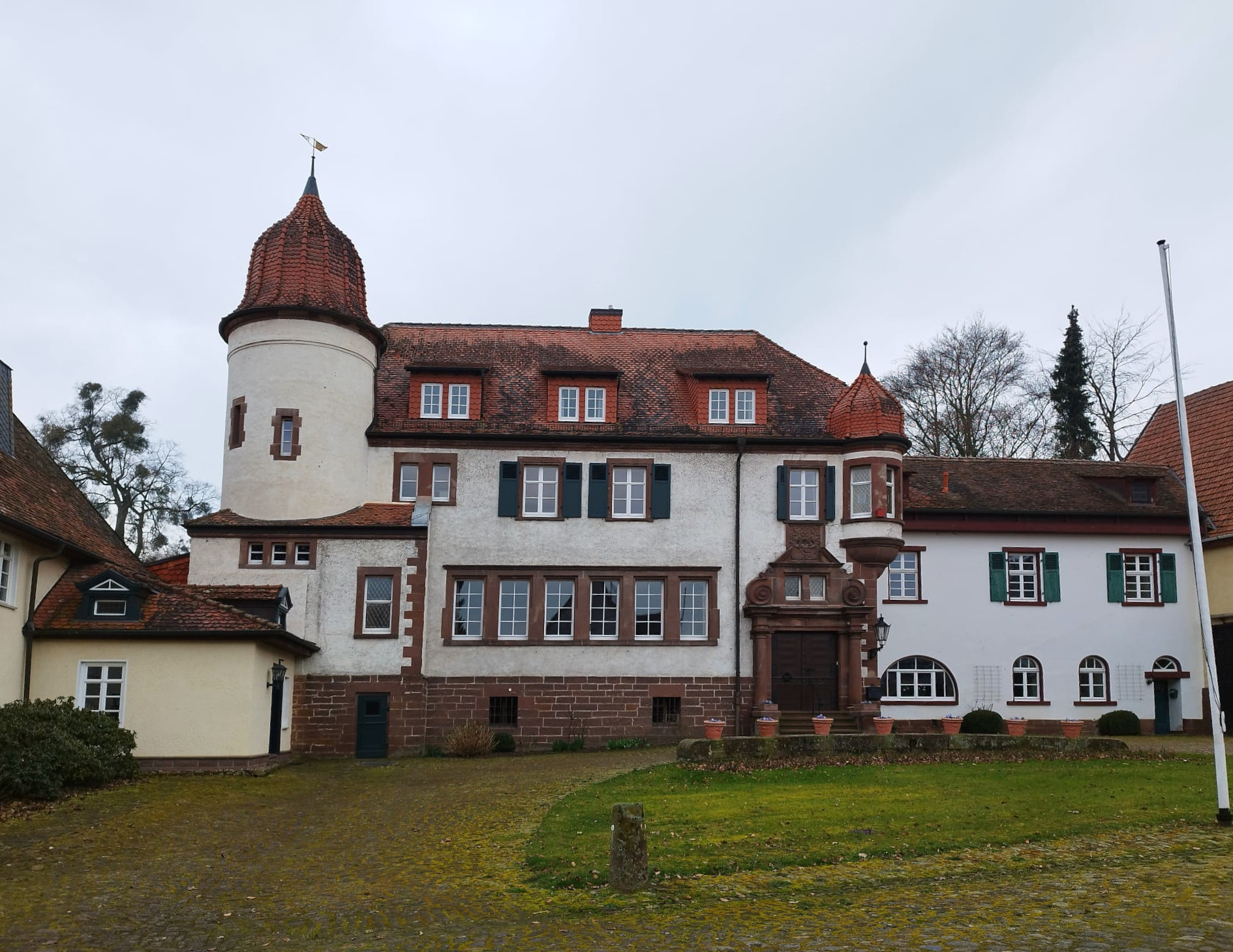
Gutshaus Rittergut Schachten

1839 stiftete Graf Adolf Grote (1769–1841) aus dem Ast Breese, Sohn des ersten Grafen August Grote, das Familienfideikommiss Breese mit dem Vorwerk Gamehlen und den Rittergütern Wrestedt I. sowie Braudel, Göddenstedt (1854 erworben), Hohenweddrien (Gde. Rosche), und Breselenz. 1905 erhielt er einen erblichen Sitz im Preußischen Herrenhaus. Er war verheiratet mit Karoline von und zu Schachten aus hessischem Adel.
Sein Urenkel August Graf Grote (1892–1953) teilte angesichts einer nach dem Zweiten Weltkrieg drohenden niedersächsischen Bodenreform das Majorat unter seinen Sohn Adolf (* 1921) und seine Töchter Wendula (verheiratet mit Botschaftsrat Dr. Erich Jakob) und Irene (verheiratete von Prondzynski) auf; aufgrund seines frühen Todes konnte er dies später nicht mehr rückgängig machen; das 1896 zum Rittergut aufgewertete Vorwerk Gamehlen fiel an Familie Jakob, während das alte Stammgut Breese (mit Breselenz und Braudel), das seit 1517 im Familienbesitz war, von Irene von Prondzynski noch in den 1950er Jahren an die Niedersächsische Landgesellschaft verkauft und alsbald aufgelöst und aufgeteilt wurde. Das Hauptgebäude und ein Flügel des Barockschlosses wurden abgerissen. Lediglich ein Seitenflügel (Orangerie) blieb stehen und konnte 1962 von ihrer Schwester Wendula Jakob wieder zurückerworben werden. Im Besitz der Grafen Grote blieb bis heute Wrestedt I mit Hohenweddrien sowie dem Forst Braudel und dem Forst Breese (Besitzer: Klemens-August Graf Grote, geb. 1959). Durch Erbgang fiel auch das Rittergut Schachten in Hessen an die Grafen Grote: Karl-Ernst Graf Grote (geb. 1935) führt seit seiner Adoption 1937 den Namen Graf Grote von und zu Schachten. Ein jüngerer Zweig des gräflichen Astes besitzt noch das Gut Göddenstedt. Ein weiterer erwarb 1875 durch Heirat den mecklenburgischen Besitz Schloss Varchentin, der 1945 enteignet wurde.
Von den Gütern des jüngeren, freiherrlichen Astes Jühnde blieb letzteres im Besitz der Familie, während Wedesbüttel und Martinsbüttel 1909 an Karl von Schwartz verkauft wurden. Das Rittergut Schnega ging nach dem Tod von Ulrich Freiherr Grote (1905–1943) an seine Tochter Elke, verheiratete von Reden-Wathlingen über.

#### Linien
In der ersten Hälfte des 17. Jahrhunderts teilte sich das Geschlecht in drei große Linien, die sich mit Zweiglinien nach ihren jeweiligen Stammsitzen benannten.

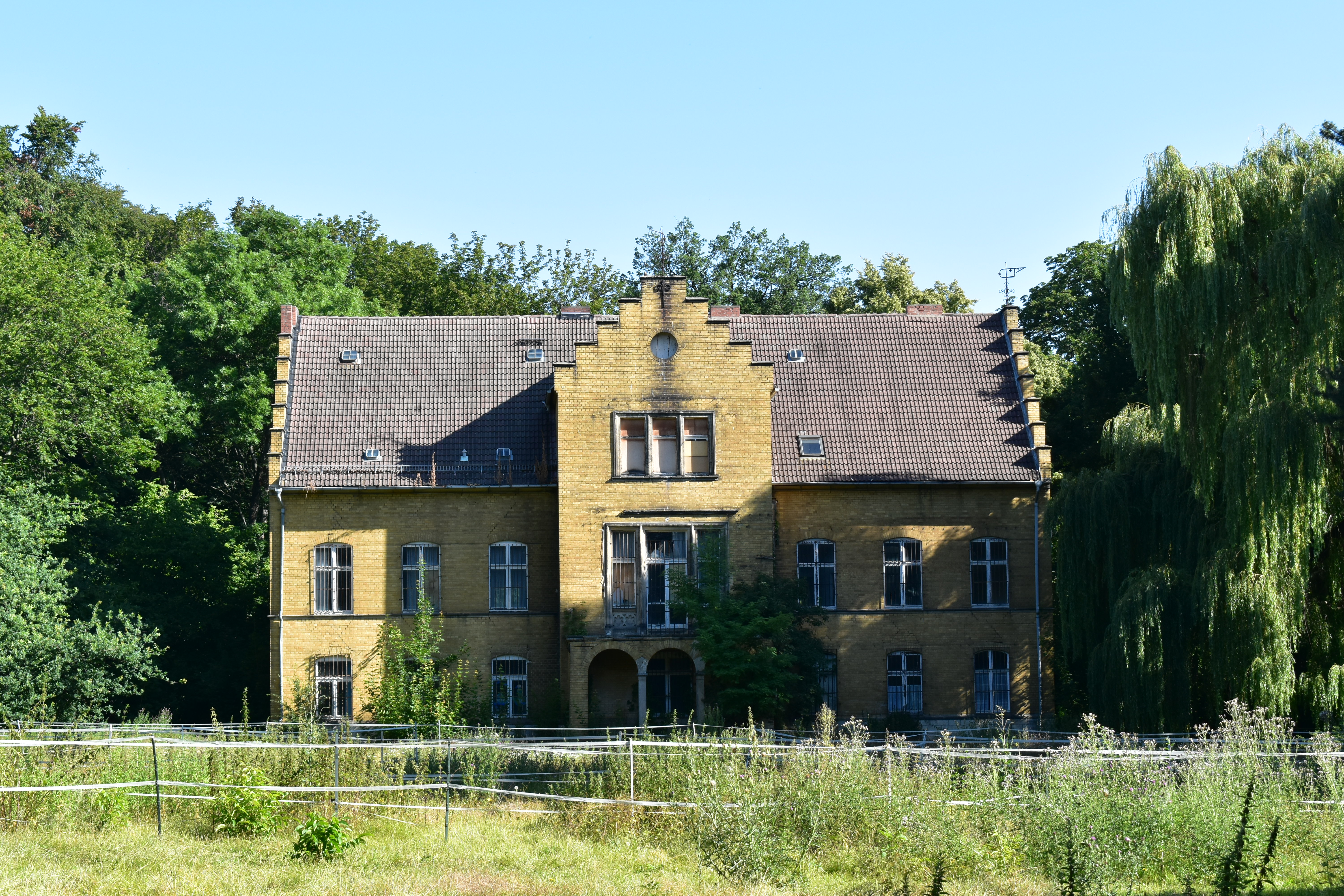
Gutshaus Schauen

- I. Linie: Schauen (freiherrlich), erbte nach Erlöschen der II. Linie 1764 die freie Reichsherrschaft Schauen; die Linie führte danach unbeanstandet im Kurfürstentum und Königreich Hannover den Freiherrentitel. 1861 erhielt sie das Erbamt des Erbschenken des preußischen Fürstentums Halberstadt.
- II. Hannoversche Linie, erwarb mit dem kurhannoverschen Minister Otto Grote zu Schauen 1664 Jühnde und 1689 die reichsfreie Herrschaft Schauen; 1689 in den Reichsfreiherrenstand als Grote, Freiherr zu Schauen erhoben; 1764 erloschen.
- III. Linie:
  - 1. Ast: Breese (seit 1809 gräflich), mit Wrestedt I und Göddenstedt
  - 2. Ast: Jühnde (freiherrlich)
    - 1. Zweig: Wedesbüttel und Martinsbüttel
    - 2. Zweig: Jühnde
    - 3. Zweig: Schnega

Das Geschlecht wurde seit 1616 durch Senioren vertreten und gründete 1925 den noch bestehenden Gräflich und Freiherrlich Grote’schen Familienverband.

### Standeserhebungen
Die Familie war schon Anfang des 13. Jahrhunderts im Besitz des Erbtruchsessenamtes der Fürsten von Lüneburg. Otto X., Herr auf Stillhorn, Fachenfelde und Breese, erlangte 1583 die Erbkämmererwürde der Abtei St. Michaelis in Lüneburg.
Aus der mittleren, oder auch hannovrischen Linie, die bereits 1764 wieder erlosch, stammte der Minister Otto Grote zu Schauen. Er erwarb für sein Fürstenhaus die Kurwürde Hannover und für seine eigene Familie den Freiherrenstand. Nach Kauf der reichsunmittelbaren Herrschaft Schauen am Harz wurde er am 1. Juli 1689 zu Wien unter dem Namen Grote, Freiherr zu Schauen von Kaiser Leopold in den Freiherrenstand erhoben. Nach Aussterben seiner Linie erbte die ältere Linie Schauen und übernahm den Titel. Die seitherige freie Reichsherrschaft Schauen, die keinem Reichskreis zugeteilt war, fiel 1807, nachdem im Anschluss an den Frieden von Tilsit Napoleon das Königreich Westphalen begründete, an dieses und nach dem Wiener Kongress 1815 an den Regierungsbezirk Magdeburg der preußischen Provinz Sachsen. Die Freiherren Grote blieben bis 1945 im Besitz des Gutes Schauen.
Die übrigen Linien trugen den Freiherrentitel gewohnheitsrechtlich, der in Preußen am 18. September 1911 für das Gesamtgeschlecht bestätigt wurde. Der Ast Breese wurde mit August Otto von Grote am 4. September 1809 zu Berlin in den erblichen preußischen Grafenstand erhoben.

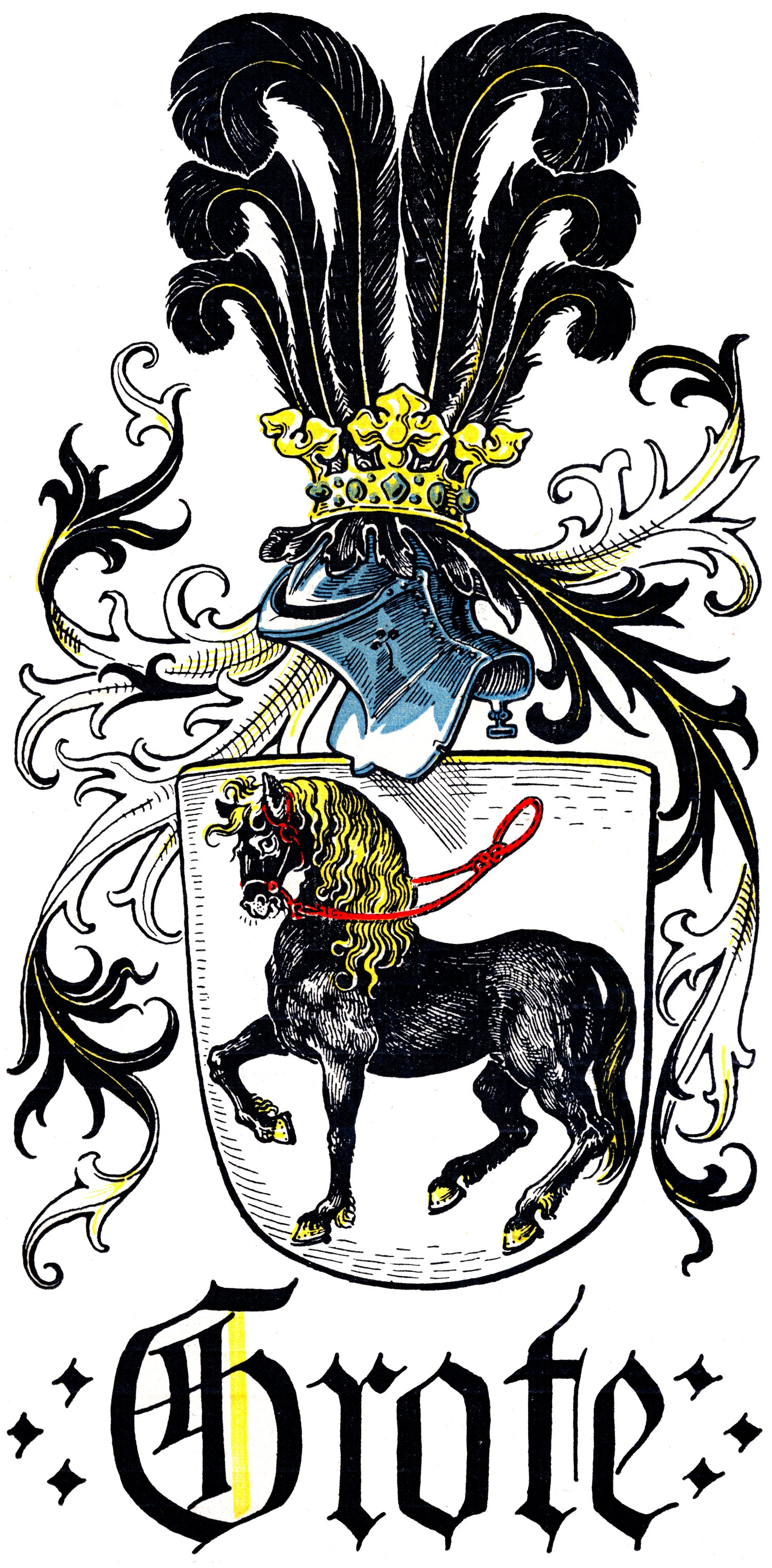
Wappengrafik von Otto Hupp im Münchener Kalender von 1925

## Wappen

### Stammwappen
Das Stammwappen (ältestes Siegel von 1264) zeigt in Silber ein schreitendes, rot gezäumtes schwarzes Ross mit fliegenden roten Zügeln. Auf dem Helm mit schwarz-silbernen Decken ein Busch schwarzer Birkhahnfedern.

### Gräfliches Wappen
Das gräfliche Wappen ist geviert. Felder 1 und 4 zeigen das Stammwappen, Felder 2 und 3 in Gold einen rechtsgewendeten gold-gekrönten und -bewehrten schwarzen Adler. Auf dem Helm (mit rechts schwarz-silbernen, links rot-goldenen Decken) elf natürliche Pfauenfedern. Schildhalter sind zwei widersehende fleischfarbene Einhörner mit schwarzen Hufen. Der Wahlspruch lautet: Virtuti fortuna credit (Das Glück glaubt an die Tugend).
Grote-Wappen im Geschlechts- und Wappenbuch des Königreichs Hannover und des Herzogtums Braunschweig

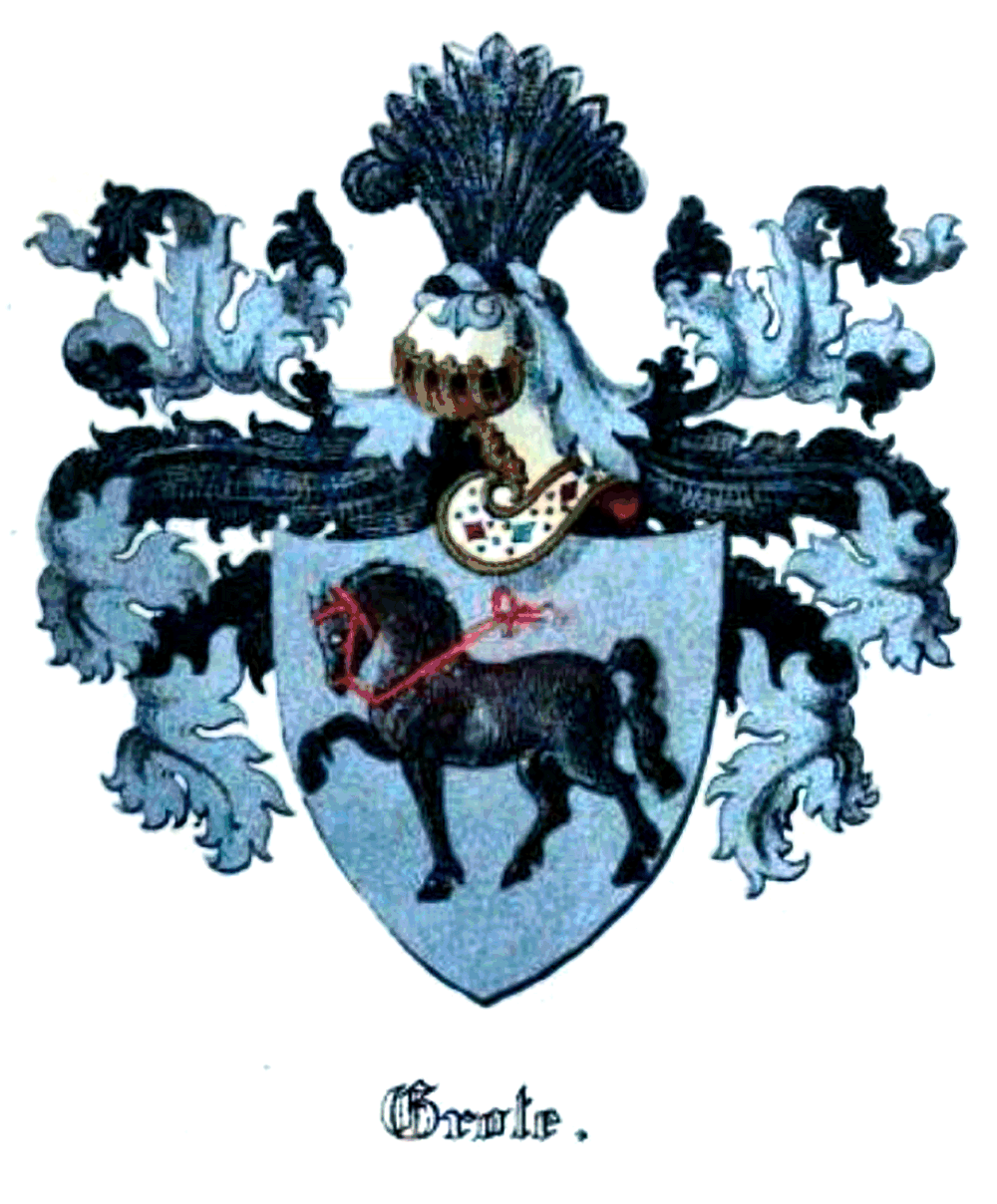
Stammwappen (13. Jahrhundert)
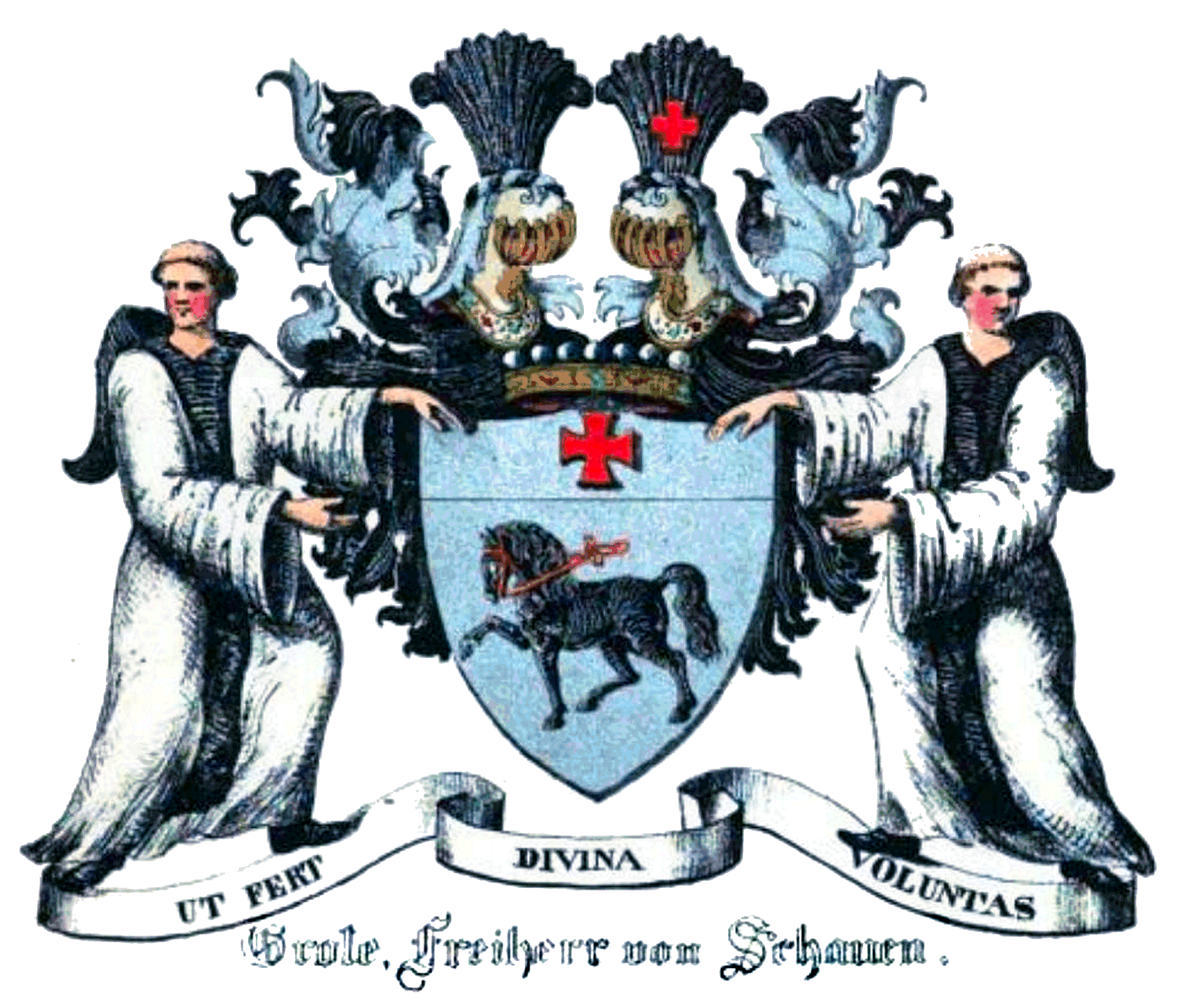
Freiherrenwappen (1689)
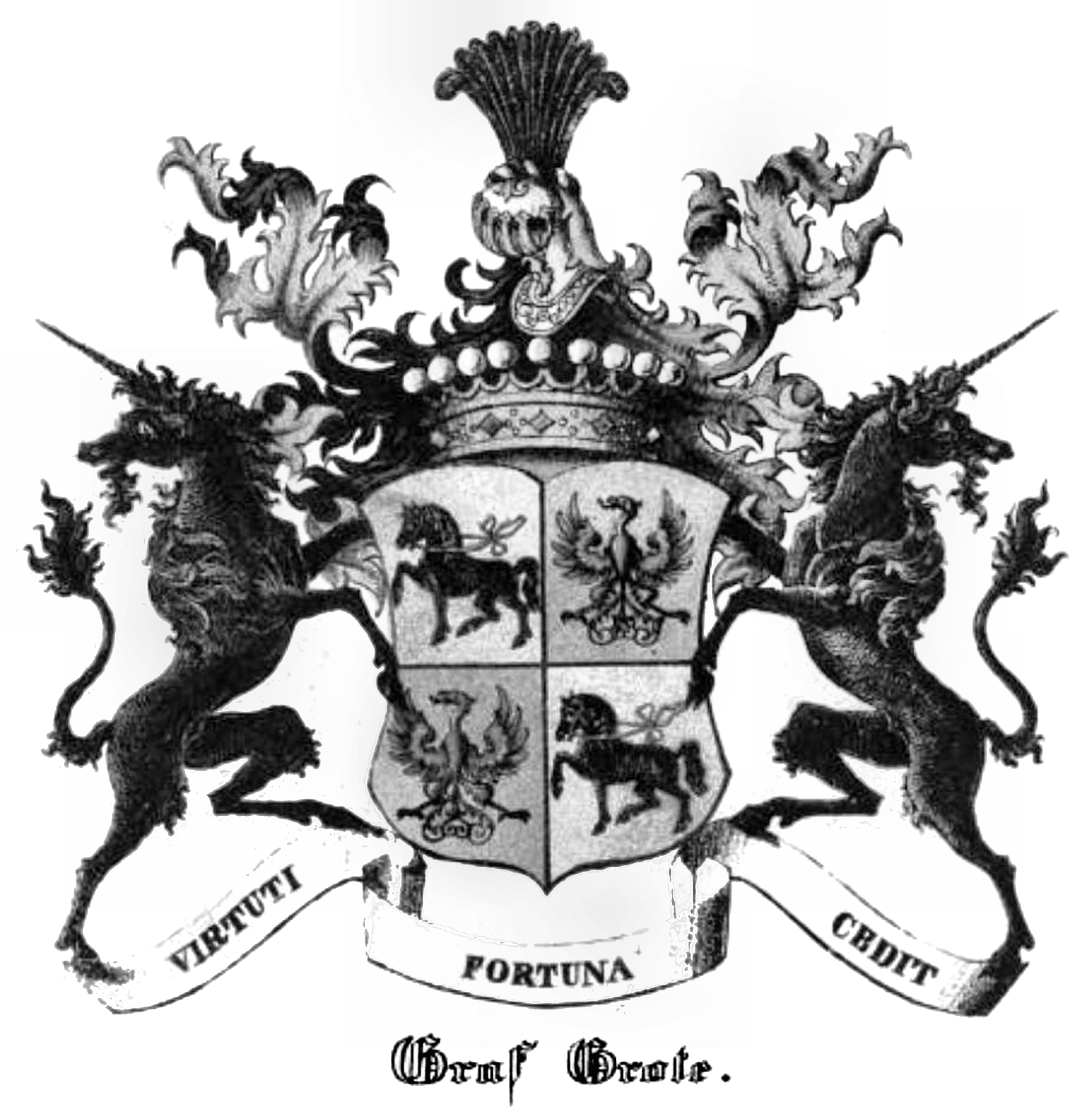
Grafenwappen (1809)

## Personen
- Otto Grote (1620–1687), kurbrandenburgischer Beamter und Mitglied der Fruchtbringenden Gesellschaft
- Otto Grote, Reichsfreiherr zu Schauen (1637–1693), de facto Premierminister des Kurfürstentums Hannover[7]
- Thomas Grote, Reichsfreiherr zu Schauen (1674–1713), seit 1712 hannoverscher Gesandter am Hof von St. James
- Thomas August von Grote (1654–1721), königlich preußischer Generalleutnant
- Heinrich Grote zu Schauen (1675–1753),  Wirklicher Geheimer Rat, hannoverischer Beamter, königlich großbritannisch und kurfürstlich braunschweig-lüneburgischer Politiker sowie Kammerpräsident
- Graf August Otto Grote (1747–1830), preußischer Diplomat und Ehrenbürger der Stadt Hamburg, 1809 zum Grafen erhoben
- Georg Grote, Reichsfreiherr zu Schauen (1764–1850), königlich hannoverscher Geheimer Legationsrat
- Graf Adolph Grote (1769–1841), königlich hannoverscher Diplomat und Gesandter in Paris
- Freiherr Otto Ulrich Grote (1750–1808), Königlich Großbritannisch-Hannoverscher Staats- und Cabinetsminister
- Freiherr Wilhelm Grote (1785–1850), oldenburgischer Geheimer Rat, Regierungspräsident des Fürstentums Lübeck.
- Graf August Otto Ludwig Grote (1747–1830), Kriegskanzlei- und Oberzolldirektor
- Freiherr Carl Georg Christian Grote (1795–1868), Oberbergrat
- Freiherr Louis Grote (1798–1881), königlich hannoverscher Generalleutnant
- Gräfin Caroline Grote geb. Freiin von und zu Schachten (1799–1885), als Staatsdame 1843–1851 einflussreiche Beraterin des Königs Ernst August von Hannover
- Gräfin Elise Perthuis de Laillevault geb. Freiin Grote (1800–1880), Pariser Salonnière 1830–1848; enge Freundin von Frédéric Chopin, der ihr 1845 seine bei ihr erstaufgeführte Klaviersonate h-Moll widmete
- Wilhelm von Grote (1825–1908),[8] kgl. preuß. Landrat
- Graf August Grote (1828–1868), hannoverscher Offizier, Gutsbesitzer und Mitglied des Reichstags des Norddeutschen Bundes
- Graf Adolf Grote (1830–1898), königlich hannoverscher Diplomat und späteres Reichstagsmitglied
- Freiherr Otto Adolph Grote (1835–1891), Rittergutsbesitzer und Reichstagsabgeordneter
- Hans Henning Freiherr Grote (1896–1946), Offizier und Schriftsteller
- Friedrich Franz Graf Grote (1901–1942), mecklenburgischer NS-Agrarfunktionär, Gutsbesitzer (Varchentin, Deven, Varchow/Malchin)